# Pelikany (majątek)
Pelikany – część wsi Miluńce na Białorusi, w obwodzie witebskim, w rejonie brasławskim, w sielsowiecie Opsa.

## Historia
W czasach zaborów ówczesny majątek leżał w granicach Imperium Rosyjskiego.
W latach 1921–1939 majątek leżał w Polsce, w województwie nowogródzkim (od 1926 w województwie wileńskim), w powiecie brasławskim, w gminie Opsa.
Według Powszechnego Spisu Ludności z 1921 roku zamieszkiwały tu 34 osoby, 30 było wyznania rzymskokatolickiego, 1 prawosławnego, a 3 mojżeszowego. Jednocześnie 29 mieszkańców zadeklarowało polską przynależność narodową, 3 żydowską, a 2 inną. Było tu 5 budynków mieszkalnych. W 1931 w 3 domach zamieszkiwały 34 osoby.
Wierni należeli do parafii rzymskokatolickiej w Pelikanach. Miejscowość podlegała pod Sąd Grodzki w Opsie i Okręgowy w Wilnie; właściwy urząd pocztowy mieścił się w Opsie.
Znajduje się tu kaplica grobowa rodziny Pelikanów, ostatnich właścicieli majątku.